# Notocheirus
Notocheirus is een geslacht van straalvinnige vissen uit de familie van vleugelaarvissen (Notocheiridae).

## Soort
- Notocheirus hubbsi Clark, 1937